# Darren Young
Frederick "Fred" Rosser (Union City, 2 de novembro de 1983) é um lutador de wrestling profissional estadunidense. É mais conhecido por sua passagem na WWE, sob o nome de Darren Young. Junto com Titus O'Neil, eles formavam os Prime Time Players, sendo por uma vez campeões de duplas da WWE. Young também já participou da primeira temporada do NXT em 2010 e trabalhou no programa WWE NXT.
Ele competiu em promoções independentes no nordeste e no meio-atlântico, incluindo a Chaotic Wrestling, East Coast Wrestling Association, Independent Wrestling Federation e National Wrestling Alliance.

## Carreira
Nascido em Union City, New Jersey, Rosser começou à assistir wrestling profissional durante o metade dos anos 80 e se tornou interessado em virar um lutador enquanto adolescente,   and became interested in becoming a professional lutador as a teenager, atuando em diversas "federações" chamadas popularmente de "backyard wrestling". Ele pesquisou algumas escolas de wrestling antes de decidir ir para o Camp IWF em West Paterson, Nova Jérsei.
Rosser fez sua estréia no wrestling profissional em 2002 e gastou vários anos nos circuitos independentes, incluindo atuar nas Independent Wrestling Federation e Chaotic Wrestling durante o início de sua carreira. No dia 17 de Maio de 2003, ele ganhou sua primeiro título importante, derrotando seu antigo treinador Kevin Knight pelo IWF Heavyweight Championship e segurou-o por mais de metade do ano até perde-lo para Roman  no dia 17 de Janeiro de 2004. No dia 20 de Março ele perdeu para Shane O'Brien. Na noite seguinte, Rosser e Kevin Knight foram declarados os co-vencedores em uma 18-man battle royal. Foi num house show da Chaotic Wrestling que ele foi notado pelo promoter Jim Kettner e convidado para competir pelo East Coast Wrestling Association onde ele fez sua estréia no verão de 2004. Pouco após entrar na promoção, Rosser começou um feud com Prince Nana pelo ECWA Mid Atlantic Championship e eventualmente derrotou-o, ganhando o título. Porem perdeu-o para Nick Malakai menos de dois meses depois.

### World Wrestling Entertainment (2009–presente)
Durante 2005 e 2006, Rosser fez diversas aparições pela World Wrestling Entertainment, nos programas semanais Sunday Night Heat, Velocity, e em lutas não televisionadas antes do SmackDown e do Raw.
Em maio de 2009, Rosser assinou um contrato de desenvolvimento com a WWE e foi mandado para o território de desenvolvimento, Florida Championship Wrestling (FCW), onde passou a competir sob o nome de Darren Young. Na FCW, Young formou uma dupla com Percy Watson chamada "The South Beach Party Boys". Em 16 de fevereiro de 2010, foi anunciado que ele faria parte da primeira temporada do WWE NXT, tendo como mentor CM Punk.

#### NXTe The Nexus (2010)

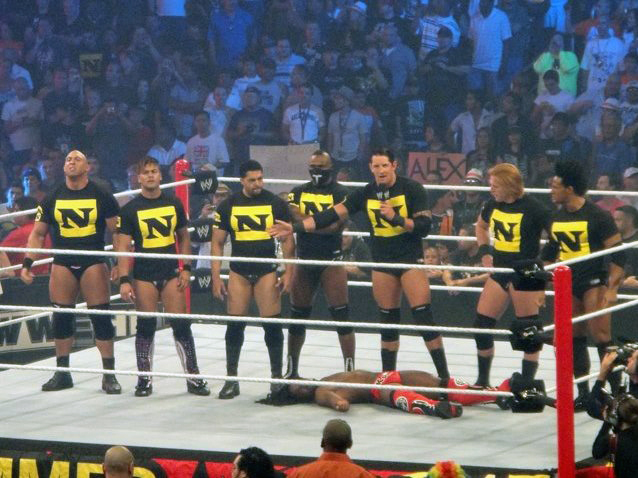
Young (extrema direita) com os outros membros do Nexus.

Em 23 de fevereiro de 2010, Young fez sua estreia no WWE NXT, sendo derrotado por David Otunga. Seu WWE Pro CM Punk se mostrava apático em relação a Young, se recusando a treiná-lo ao menos que ele aceitasse o estilo de vida straight edge. Mesmo assim, Punk e seus discípulos, Luke Gallows e Serena, ajudaram Young a derrotar Otunga na semana seguinte. Young foi o oitavo clocado na primeira votação dos Pros, o que o fez querer se juntar à Straight Edge Society para melhorar, mas mudou de ideia antes de ter sua cabeça raspada. CM Punk decidiu perdoar Young quando ele derrotou Gallows em uma luta onde, se perdesse, deveria raspar a cabeça. Punk se tornou interessado no potencial de Darren. Na segunda votação, Young ficou na quinta posição, por pouco escapando da eliminação. Ele, no entanto, foi eliminado na semana seguinte.
Na semana seguinte ao fim do NXT, Young e os outros rookies se tornaram vilões ao interferir na luta entre Punk e John Cena no Raw, atacando os lutadores, os comentaristas, produtores e o anunciador Justin Roberts, antes de destruir os arredores do ringue e o equipamento. No Raw de 14 de junho, o grupo atacou o Gerente Geral Bret Hart quando ele se recusou a lhes dar contratos. No Raw da semana seguinte, Vince McMahon demitiu Hart e anunciou que um novo Gerente havia sido contratado, e que este havia contratado os rookies. Na semana seguinte, o grupo foi nomeado The Nexus. No Raw de 5 de julho, o Nexus tentou atacar Cena enquanto ele confrontava Wade Barrett. O segmento terminou com Nexus abandonando Young, quando os outros membros do Raw defenderam Cena, que atacou Young. Devido às ações de Cena, o Gerente Geral o obrigou a enfrentar o Nexus em uma luta 7-contra-1 na semana seguinte. Young não participou da luta. Ele retornou em 18 de julho, no Money in the Bank com o resto do Nexus, fazendo Cena perder o WWE Championship para Sheamus. Após a luta, Cena atacou Young e outro membro do Nexus, Michael Tarver. O Nexus continuou sua rivalidade com Cena e o resto do Raw, resultando em uma luta de eliminação 7-contra-7 no SummerSlam. Young foi o primeiro eliminado. No próximo episódio do Raw, o Nexus lutou em combates individuais com a estipulação de que, se derrotados, deveriam deixar o grupo. Young foi derrotado por Cena, sendo expulso do Nexus.

#### Raw e retorno ao NXT (2010-2012)
Young retornou no Raw de 6 de setembro, distraindo Barrett e lhe custando uma luta contra Randy Orton, o tornando um mocinho. No Raw de 4 de outubro, Young participou de uma Battle Royal para determinar o desafiante pelo WWE Championship, mas acabou sendo eliminado pelos membros do Nexus. Young teve sua primeira luta individual desde que deixou o Nexus no WWE Superstars de 7 de outubro, sendo derrotado por William Regal. Young teve sua primeira vitória em combates individuais no Superstars da semana seguinte, ao derrotar Primo.
Ignorando o fato de ter um contrato com o Raw, Young passou a participar do NXT Redemption, onde rookies de temporadas anteriores voltaram ao programa para disputar uma vaga na sexta temporada do programa. O pro de Young era Chavo Guerrero. Logo, Young começou em uma rivalidade com Titus O'Neill e Hornswoggle, se tornando um vilão novamente. Em 24 de maio, Young enfrentou Titus na primeira luta sem desqualificações do programa, sendo derrotado. Com a demissão de Chavo, Young seguiu o programa sozinho, se aliando a Derrick Bateman contra Titus. Young começou, então, uma rivalidade com o apresentador Matt Striker, o derrotando duas vezes consecutivas em 9 e 16 de agosto. No NXT de 23 de agosto, William Regal defendeu Striker de um ataque de Young. Duas semanas depois, Young foi derrotado por Regal. No NXT de 14 de setembro, Young e JTG - que havia tentado interferir na luta da semana anterior - confrontaram Regal e Striker, os derrotando em uma luta de duplas mais tarde naquela noite. Após a luta, Young e JTG foram atacados pelos Usos, por quem foram derrotados duas semanas depois. Em 6 de outubro, Young foi suspenso por 30 dias após infringir pela primeira vez a política antidrogas da WWE. Ele retornou durante o NXT de 16 de novembro, atacando Titus O'Neil após uma luta. Ele se aliou a Curt Hawkins e Tyler Reks na semana seguinte, fazendo uma dupla com Reks para derrotar O'Neil e Percy Watson. No 100° episódio do NXT, em 18 de janeiro de 2012, Young foi derrotado por O'Neil em uma luta sem desqualificações. Em 1 de março de 2012, Young foi oficialmente transferido para o SmackDown. 10 dias depois, ele foi transferido de volta ao NXT.

#### Prime Time Players (2012-2016)
No NXT de 18 de abril, Young e O'Neil foram contratados por John Laurinaitis para o SmackDown. Eles estrearam no SmackDown de 20 de abril, derrotando os Usos. No Over the Limit, Young participou de uma People Power Battle Royal pelo direito de ter uma luta pelo United States Championship ou Intercontinental Championship, mas foi derrotado. No Raw da noite seguinte, Young, O'Neil, Curt Hawkins e Tyler Reks atacaram John Cena para salvar David Otunga de um ataque.
O'Neil e Young passarem a chamar-se "Prime Time Players". No No Way Out, Prime Time Players derrotaram The Usos, Tyson Kidd & Justin Gabriel e Primo e Epico após interferência de A.W., tornando-se os desafiante pelo WWE Tag Team Championship e ganhando A.W., que traiu Epico e Primo, como manager. Após a luta, os três atacaram Epico e Primo. No Money in the Bank, os Prime Time Players foram derrotados por Primo e Epico. No Raw do dia seguinte, Young e O'Neil tiveram uma luta pelo WWE Tag Team Championship, mas foram derrotados por Kofi Kingston e R-Truth. Em 10 de agosto, A.W. foi demitido da WWE. No SummerSlam, Young e O'Neil foram novamente derrotados por Kingston e Truth. em 2014 titus traiu young o atacando ele lutou contra ele no eliminatoin chamber na qual ele perdeu.depois ele teve uma revanche no main event na qual ele ganhou. ele esta ausente por causa de uma lesão no joelho.Ele retornou no wwe live em 20 de dezembro de 2014,no dia 5 de janeiro de 2015 ele estava no ringue junto com o resto do rosto,com barba e um cabelo novo.
Young foi liberado de seu contrato em 29 de outubro de 2017.

## Vida pessoal
No dia 14 de agosto de 2013, Darren Young afirmou ser homossexual.

## No wrestling
- Movimentos de finalização
  - Bonecrusher Powerslam (Running powerslam)[1][2] – Circuito independente / FCW
    - Gut Check (Fireman's Carry Double Knee Gutbuster) - 2012 -presente
      - Heatwave[1] (Full nelson transformado em um flapjack)[15] – 2010 - 2011
- Movimentos secundários
  - Belly to belly suplex[7][4]
  - Northern Lights suplex[4][7]
  - Tilt-a-whirl backbreaker[4][7]

Alcunhas
- DYoung
  - Sr. Sem Dias De Folgas
    - Managers
    - Curt Hawkins
    - A.W.
- Temas de entrada
  - "This Fire Burns por Killswitch Engage (2010, enquanto NXT Rookie de CM Punk)
  - "We Are One" por 12 Stones (7 de junho de 2010 – 16 de agosto de 2010; enquanto parte do Nexus)
  - "One Two Three por Holter/Weertz (6 de setembro de 2010 - 1 fevereiro 2012)
  - "Bringin' Da Hood T U"[46] por Jim Johnston (2011, enquanto dupla com JTG)
  - "Move (Get In)" por Jim Johnston (fevereiro de 2012 - presente; enquanto dupla com Titus O'Neil e lutas normais)

## Títulos e prêmios
- Chaotic Wrestling
  - Chaotic Wrestling New England Championship (1 vez)[47]
  - Chaotic Wrestling Tag Team Championship (1 vez) – com Rick Fuller[48]
- East Coast Wrestling Association
  - ECWA Heavyweight Championship (2 vezes)[49]
  - ECWA Mid Atlantic Championship (1 vez)[50]
- Independent Wrestling Federation
  - IWF Heavyweight Championship (2 vezes)[51]
  - Commissioner's Cup Tag Team Tournament (2003) – com Hadrian[52]
  - Commissioner's Cup Tag Team Tournament (2004) – com Kevin Knight[52]
  - Commissioner's Cup Tag Team Tournament (2006) – com Franciz[52]
  - Tournament of Champions (2004)[52]
- National Wrestling Superstars
  - NWS Tag Team Championship (1 vez) – com Bulldog Collare[1]
- Pro Wrestling Illustrated
  - PWI Lutador Mais Odiado do Ano (2010) – como parte do The Nexus[53]
  - PWI o colocou na #197ª posição dos 500 melhores lutadores individuais em 2010[54]
  - PWI Rivalidade do Ano (2010)  – The Nexus vs. WWE[55]
- WWE
  - Slammy Award pelo Choque do Ano (2010) – a estreia do Nexus[56]
  - WWE Tag Team Championship (1 vez) – com Titus O'Neil